# Paul Hwang Cheol-soo
Paul Hwang Cheol-soo (kor. 황철수, * 15. April 1953 in Miryang, Südkorea) ist ein südkoreanischer Geistlicher und emeritierter römisch-katholischer Bischof von Pusan.

## Leben
Paul Hwang Cheol-soo empfing am 5. Februar 1983 das Sakrament der Priesterweihe.
Am 17. Januar 2006 ernannte ihn Papst Benedikt XVI. zum Titularbischof von Vicus Pacati und bestellte ihn zum Weihbischof in Pusan. Der Bischof von Pusan, Augustine Cheong Myong-jo, spendete ihm am 24. Februar desselben Jahres die Bischofsweihe; Mitkonsekratoren waren der Bischof von Masan, Francis Xavier Ahn Myong-ok, und der Bischof von Andong, John Chrisostom Kwon Hyok-ju. Am 21. November 2007 ernannte ihn Benedikt XVI. zum Bischof von Pusan.
Am 18. August 2018 nahm Papst Franziskus das von Paul Hwang Cheol-soo vorgebrachte Rücktrittsgesuch an.